# Joseph W. Simpson
Joseph W. Simpson (* 20. Dezember 1870 in York, Maine; † 12. Juni 1944 in York Harbour, Maine) war ein US-amerikanischer Geschäftsmann und Politiker, der von 1913 bis 1914 und von 1917 bis 1920 Maine State Treasurer war.

## Leben
Joseph W. Simpson wurde in York, Maine als Sohn von Jeremiah P. und Mary Lowe geboren. Er besuchte die örtlichen Schulen und die Kent`s Hill Academy. Gemeinsam mit seinem Bruder Willard J. Simpson stieg er in die Kohlen- und Holzhandlung des Vaters ein. Nach fünf Jahren kaufte sein Bruder seine Anteile am Geschäft und Joseph W. Simpson eröffnete einen Handel für Fleisch und andere Versorgungsgüter. Zudem war er im Immobiliengeschäft in York tätig.
Er gehörte als Assessor der York Harbor Village Corporation an und betrieb das Marshall House sowie das Emerson Hotel. Er war Treasurer der Marshall House Corporation, Präsident der Maine state and New England Hotel Men’s association und gehörte der American Hotel Men’s association an. Simpson zählte zu den Gründern des Maine Publicity Bureaus. Bis zu dessen Schließung im Jahr 1933 war er Präsident der York County Trust company und war ebenso Präsident in weiteren Versicherungsorganisationen.
Simpson war Mitglied der Republikanischen Partei. Im Jahr 1897 war er Town Treasurer von York und gehörte dem Repräsentantenhaus von Maine an. Von 1905 bis 1907 war er Mitglied im Senat von Maine. Während dieser Zeit gehörte er dem Finanzausschuss an und im zweiten Jahr war er dessen Vorsitzender. In den Jahren 1924 und 1936 war er Delegierter zur Republican National Convention aus Maine.
Als Freimaurer gehörte er mehreren Logen an. Er war Mitglied der St. Aspinwall Lodge of Free Masons, Royal Arch Masons, Knights Templar, of Biddeford, Kora Temple, Mystic Shrine, Lewiston. Außerdem war er Mitglied der Riverside Lodge, Odd Fellows, Kittery, and Dirigo Encampment of Kittery.
Im Jahr 1899 heiratete er Ida L. Rogers. Sie hatten eine Adoptivtochter. Er starb am 12. Juni 1944, sein Grab befindet sich auf dem First Parish Cemetery in York Village.